# Yours Truly (álbum de Air Supply)
Yours Truly es el decimoquinto álbum de estudio de la banda australiana Air Supply lanzado en el 2001. Las canciones "Yours Truly" y "You Are the Reason" lograron suceso comercial.

## Lista de canciones
Todas escritas por Russell, excepto donde se indique.
1. "Who Am I" – 3:38
2. "Body Glove" – 4:34
3. "Don't Throw Our Love Away" – 4:58
4. "Why Don't You Come Over" – 5:10
5. "Tell Me of Spring" (Pulnam, Putnam, Russell) – 4:07
6. "Yours Truly" – 4:37
7. "You Are the Reason" (con Mehnaz) – 4:28
8. "Only One Forever" – 3:22
9. "If You Love Me" (Rehrig, Russell, Williams) – 4:22
10. "The Scene" (Rehrig, Russell, Williams) – 4:30
11. "Learning to Make Love to You" –  4:29
12. "Peaches and Cream" (Putman, Russell) – 4:16
13. "Hard to Forget Her" – 3:41